# Edward Roye
Edward James Roye, född 1815, död 1872 i Liberia, var Liberias president från 3 januari 1870 till 26 oktober 1871 då han störtades i en statskupp.
Han föddes i en välbärgad afroamerikansk familj i Newark, Ohio och utbildade sig vid Ohio University. Han emigrerade till Liberia 1846 och engagerade sig en tid senare i landets politik. Innan han blev president var han talman i representanthuset och domare i högsta domstolen.